# Stutby

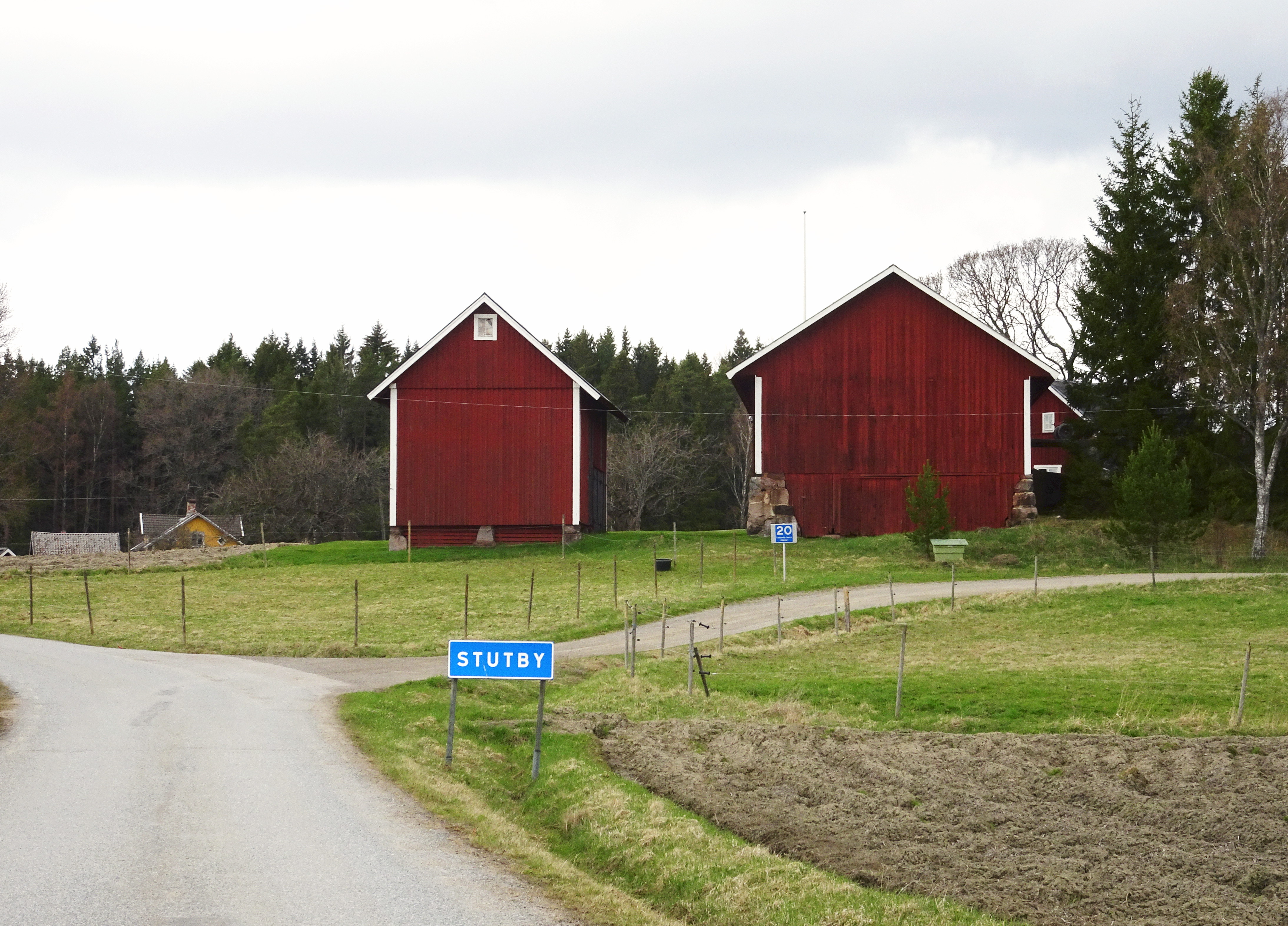
Södra infarten till Stutby, 2018.

Stutby är en by väster om Grindsjön i Sorunda socken, Nynäshamns kommun, Stockholms län. Stutby består av Norra Stutby och Södra Stutby, det senare kallas även Skogstorp som numera ligger inom Grindsjöns skjutfält, ett militärt skyddsområde.

## Historik

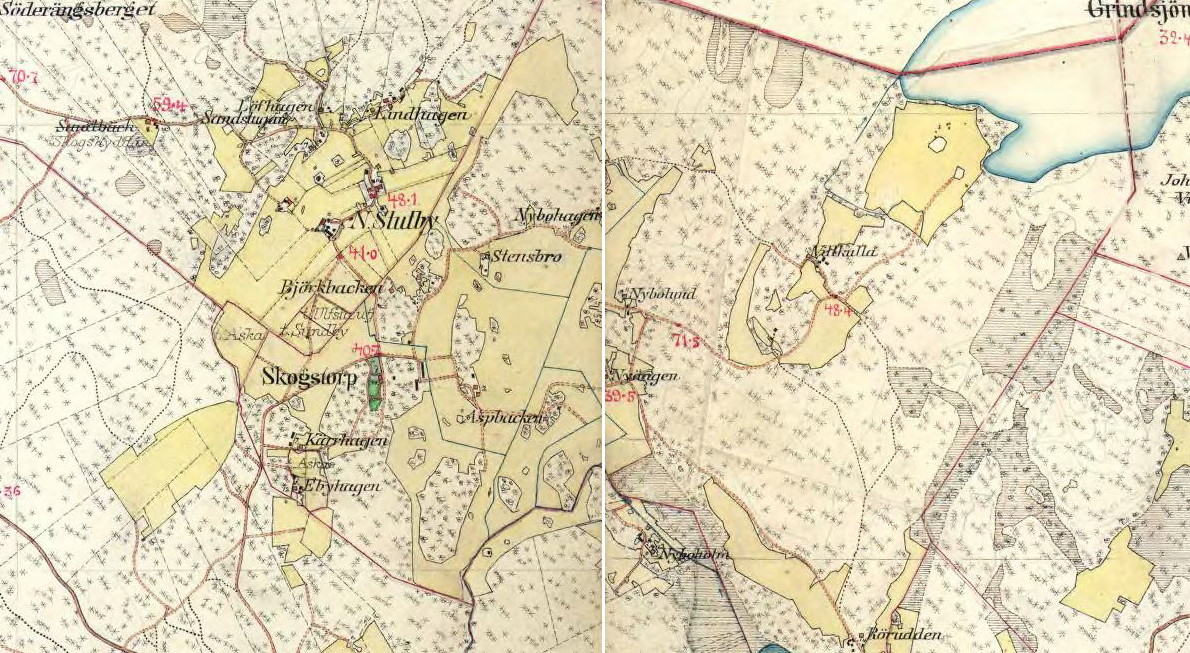
Norra Stutby och Skogstorps ägor, 1900.

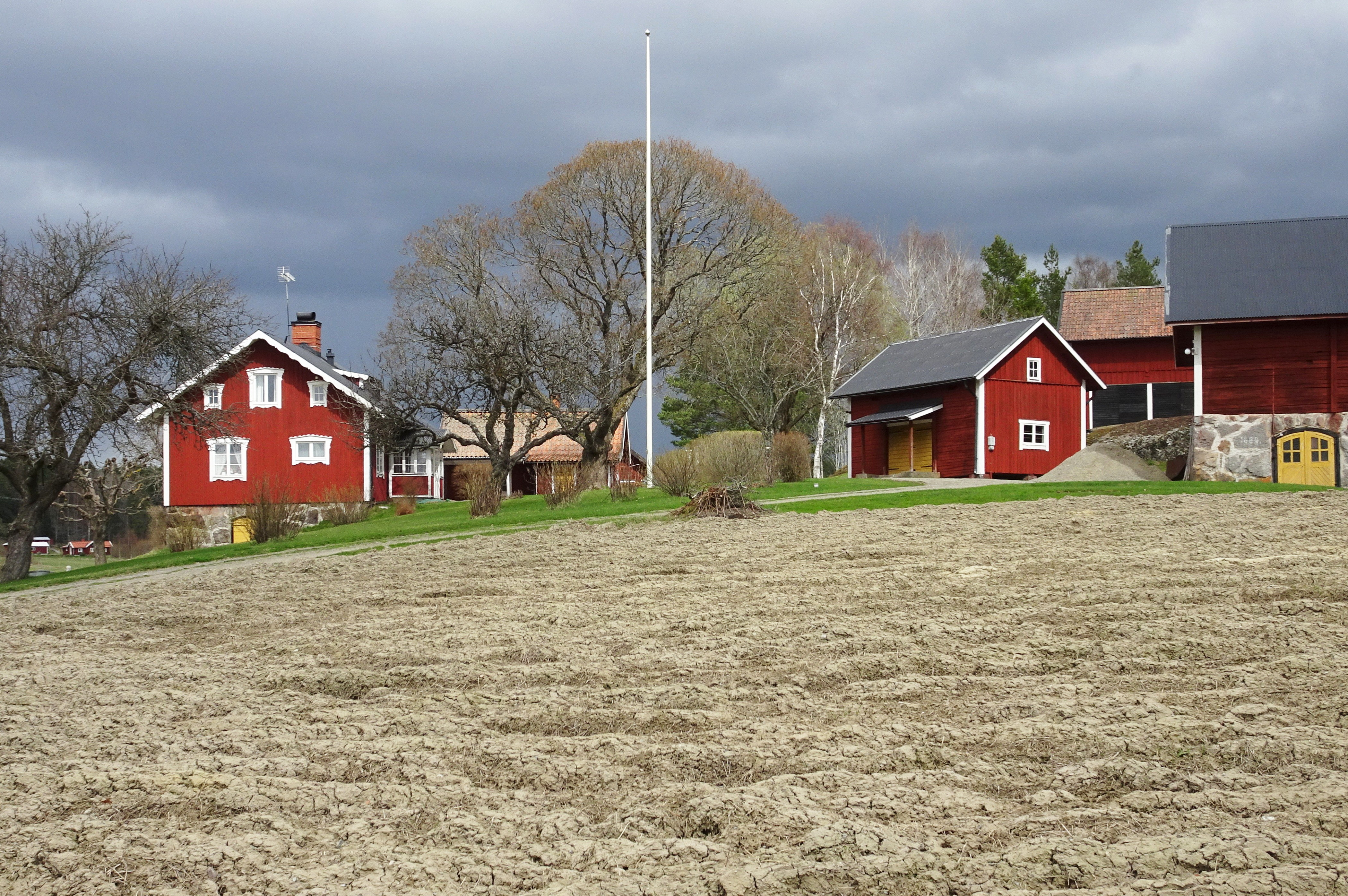
Norra Stutby, 2018.

Stutby omnämns redan 1324 som sweno de stutaby. Trakten är rik på fornlämningar från järnåldern. Bland fornfynden märks runstenen Södermanlands runinskrifter 226 i Norra Stutby som lär stå på sin ursprungliga plats.
Stytbys största gården var Södra Stutby (även kallad Skogstorp). Enligt en ägomätning från 1736 bestod Söder Stutby av två gårdar, Norrgården och Södergården. Norrgården om 1 mantal ägdes av bönderna Lars och Anders Pärsson medan Södergården om ²/₃ mantal innehades av bönderna Olof Månsson och Per Olofsson. 
Ägorna sträckte sig i öster fram till Grindsjön och i väster vidtog Frölundas marker respektive Fagersjön. I norr sammanföll ägogränsen med den för nuvarande Botkyrka kommun och i söder möttes Grödby.
Till egendomen hörde flera torp bland dem Kärrhagen, Edbyhagen, Aspbacken, Stensbro, Nybolund, Rörudden (vid Fagersjön) och Villkulla (vid Grindsjön). På 1880-talet omfattade egendomen fortfarande 1 ²/₃ mantal och taxerades till 70 200 kronor. År 1910 delades egendomen Södra Stutby i Skogstorp nr 1 med ²/₃ mantal och Skogstorp nr 2 med 1 mantal.

## Militär närvaro

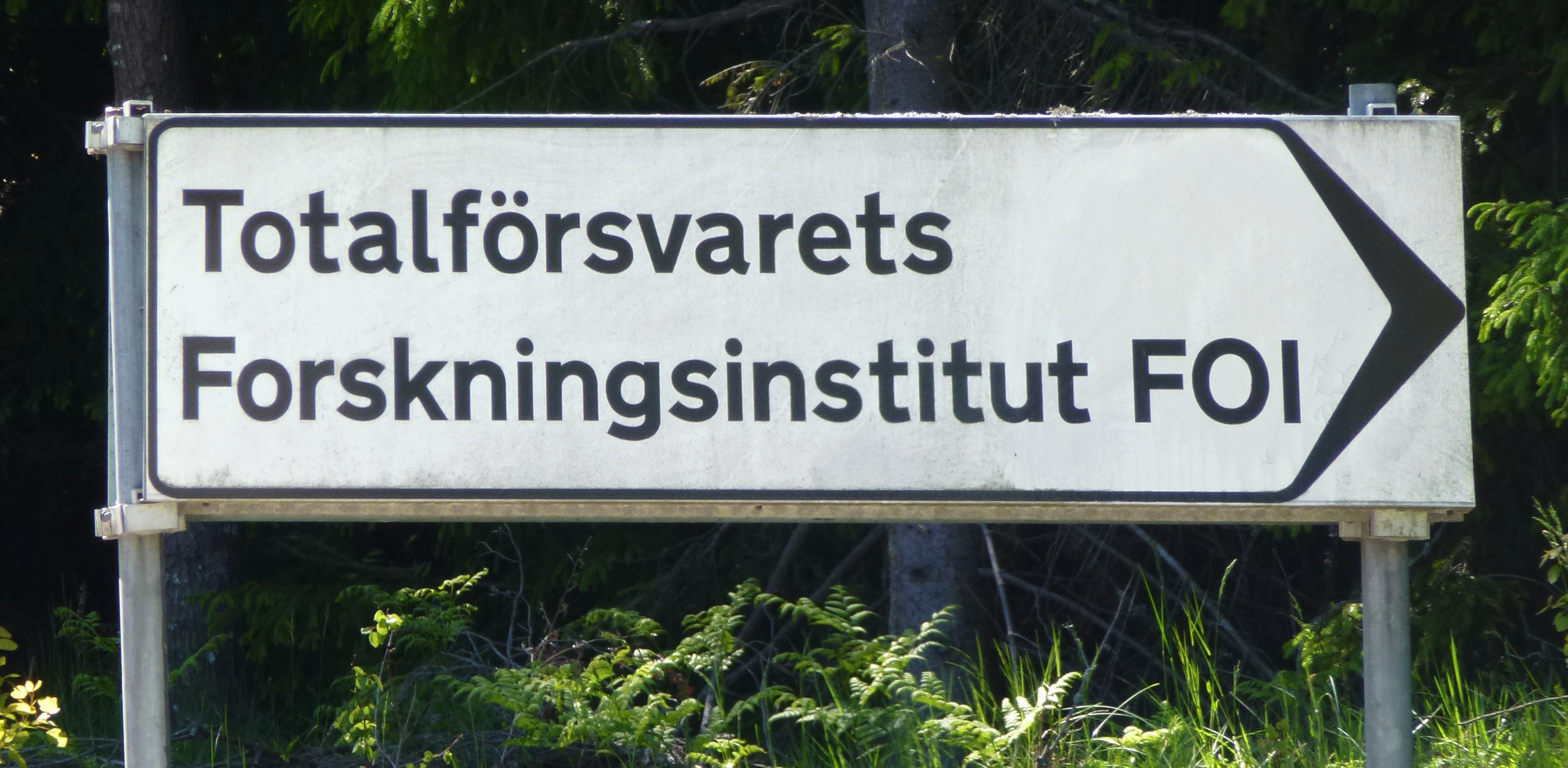
Skylt vid Grindsjön.

På torpet Villkullas mark närmast Grindsjön inrättades 1941 Militärfysiska institutet. Marken ägdes då av Olof Arrhenius på Kagghamra gård vilken han förvärvat 1923. Han donerade området vid Grindsjön "för naturvetenskaplig forskning för försvarets behov". Försöksområdet utvidgades på 1970-talet med ett skjutfält som motsvarar ungefär Skogstorps gamla egendom och omfattar idag 7 500 hektar. Anläggningen döptes till "Grindsjöns Forskningscentrum" och är inte tillgänglig för allmänheten. 
Södra Stutbys (Skogstorp) gård och stall finns fortfarande bevarade och ligger strax innanför de militära avspärrningarna. Nya byggnader har tillkommit på 1960- och 1970-talen. Här ligger flera laboratorier, bland annat kemi-, el-, strömnings- och förbränningslabb samt kontor, kök, matsal, skjutbanor, bensinstation och mekanisk verkstad, tillsammans ett knappt 100-tal hus. Grindsjöns skjutfält innehar stora naturvärden med rikt djurliv och räknas som riksintresse.